# Gourmet (manga)
Pour les articles homonymes, voir Gourmet.
Le Gourmet (グルメ漫画, gurume), également appelé Cuisine (料理漫画, ryōri) est un style de manga et d'animation où la nourriture et le fait de cuisiner jouent un rôle important.